# Tzolkin
Tzolkin è un almanacco sacro costituito da un ciclo di 260 giorni usato in tutto il Mesoamerica. Era la chiave per il calendario rituale e formava la base per le profezie e le divinazioni. Le sue origini sono sconosciute, anche se si sa che era già in uso nel VI secolo a.C. tra gli Zapotechi di Oaxaca. La spiegazione più diffusa per la sua adozione è che 260 giorni è il periodo di tempo che corrisponde alla durata della rivoluzione di Venere intorno al Sole (che si avvicina molto al periodo di nove mesi della gestazione umana); la stella del mattino fu infatti un riferimento assai importante per molte antiche civiltà. In antichità, alle persone veniva dato un nome in relazione alla loro data di nascita in questo calendario, una pratica che continua ancora oggi in molte comunità tradizionali.
I giorni dello Tzolkin venivano raggruppati in un giro di venti giorni uniti a tredici numeri. Ogni nome e ogni numero aveva il suo dio protettore e la sua associazione soprannaturale. Nomi e numeri giravano continuamente, per cui la sequenza cominciava con il numero 1 ed il primo nome (il numero precedeva sempre il nome) fino ad arrivare al 13, poi i numeri ricominciavano mentre i nomi continuavano la loro sequenza fino arrivare al ventesimo nome. Questo, a sua volta, veniva seguito da un ritorno al primo nome dei giorni preceduto dal numero corrispondente. L'intero ciclo comprendeva 260 giorni che venivano usati in tutte le possibili combinazioni fino ad esaurimento per poi ricominciare dall'inizio.
Questo calendario sacro veniva usato insieme ad un calendario di 365 giorni (Haab') che corrisponde all'incirca all'anno solare. Questo era costituito da 18 mesi, ognuno di 20 giorni numerati, più 5 extra (Uayeb) considerati giorni infausti senza nome, alla fine dell'anno.